# Терехина (деревня)
Терехина — деревня в Голышмановском городском округе Тюменской области России.

## География
Деревня находится в южной части Тюменской области, в лесостепной зоне, в пределах Ишимской равнины, на левом берегу реки Суэтяк, на расстоянии примерно 33 километров (по прямой) к северо-северо-востоку (NNE) от Голышманова, административного центра района.
Климат
Климат резко континентальный с суровой холодной зимой и относительно коротким жарким летом. Средняя температура воздуха самого тёплого месяца (июля) составляет 18 °C (абсолютный максимум — 38,4 °C); самого холодного (января) — −18,7 °C (абсолютный минимум — −47,3 °C). Среднегодовое количество атмосферных осадков составляет 524 мм, из которых 70 % выпадает в период с мая по сентябрь.
Часовой пояс
Деревня Терехина, как и вся Тюменская область, находится в часовой зоне МСК+2. Смещение применяемого времени относительно UTC составляет +5:00.

## История
До сентября 2018 года входила в состав Бескозобовского сельского поселения.

## Население
| 2010 |
| ---- |
| 117  |

Половой состав
По данным Всероссийской переписи населения 2010 года в половой структуре населения мужчины составляли 53,8 %, женщины — соответственно 46,2 %.
Национальный состав
Согласно результатам переписи 2002 года, в национальной структуре населения русские составляли 95 % из 120 чел.